# Иванов, Михаил Иванович (Герой Социалистического Труда)
Михаил Иванович Иванов (21 сентября 1929, Калиновка, Нижегородский край — 11 сентября 2011, Чебоксары) — советский хозяйственный и государственный деятель, Герой Социалистического Труда.

## Биография
Родился в 1929 году в деревне Калиновка. Член КПСС.
В 1950—1956 — мастер производственного обучения в школе фабрично-заводского обучения в Златоусте.
В 1956—1971 — строитель в Чувашской АССР.
В 1971—1984 — бригадир монтажников железобетонных конструкций строительно-монтажного управления 29 строительного треста 2 Министерства строительства СССР.
В 1984—1989 — инструктор новой техники по монтажным оснасткам управления малой механизации Чебоксарского домостроительного комбината.
Указом Президиума Верховного Совета СССР от 7 мая 1971 года присвоено звание Героя Социалистического Труда с вручением ордена Ленина и золотой медали «Серп и Молот».
Делегат XXIV съезда КПСС.
Умер в 2011 году в Чебоксарах.

## Награды и звания
- Герой Социалистического Труда (07.05.1971)
- Орден Ленина (07.05.1971)
- Орден Трудового Красного Знамени (11.08.1966)